# Рупельданж
Рупельда́нж (фр. Roupeldange) — коммуна во французском департаменте Мозель региона Лотарингия. Относится к кантону Буле-Мозель.	

## География
Рупельданж расположен в 24 км к северо-востоку от Меца и в 4 км к северо-западу от Булеи-Мозель. Соседние коммуны: Гомланж, Беттанж и Эбланж на север, Оттонвиль на северо-востоке, Дантен и Булеи-Мозель на юго-востоке, Энканж на юго-западе, Генкиршан на западе, Меганж на северо-западе..
К западу от коммуны протекает Нид.

## История
- Коммуна бывшего герцогства Лотарингия. Относилась к сеньорату Булеи и исторической мозельской территории, называвшейся От-Шмен (Верхняя Дорога).

## Демография
По переписи 2008 года в коммуне проживало 385 человек.	

## Достопримечательности
- Следы галло-романской культуры.
- Церковь Сент-Барб 1765 года.